# Далтон, Тед
Э́двард Да́лтон (англ. Edward Dalton; апрель 1882 — дата смерти неизвестна), также известный как Тед Да́лтон (англ. Ted Dalton — английский футболист, защитник.

## Биография
Уроженец Чорлтона, Манчестер, Тед начал карьеру в местном клубе «Пендлбери».
В сентябре 1905 года перешёл в «Манчестер Юнайтед», подписав с клубом любительский контракт. В январе 1906 года подписал профессиональный контракт. В основном составе «Юнайтед» дебютировал 25 марта 1908 года, выйдя на позиции левого защитника в игре против «Ливерпуля». Матч завершился разгромом «Манчестер Юнайтед» со счётом 7:4. Это была единственная официальная игра Далтона в составе «Юнайтед». В августе 1908 года он вернулся в «Пендлбери», выступавший в Комбинации Ланкашира. Год спустя, когда «Пендлбери» вышел из лиги, Далтон перешёл в клуб «Сент-Хеленс Рикриэйшн».